# 洪崖丹井
28°43′47″N 115°43′27″E / 28.72972°N 115.72417°E
洪崖丹井是豫章十景中歷史最老的景點。其位於梅嶺入口，灣裏區水廠附近。此處山嶺岩壁峭立，飛泉迸濺，人稱“洪崖瀑布”，傳說洪崖先生得道於此，並在澗中鑿井五口，汲水煉丹，丹成後飛升而去。
洪崖峭壁上保留著許多摩崖石刻，部分鏤文因年久風蝕，字跡已難辨認，南宋淳熙乙己年冬的石刻（1185年）依然清晰可見，曰：“海陵周次張、龔蘇中、鄴枚帷，以淳熙乙已冬，攜搏訪藥臼，徘徊不覺暮矣。曝西日，掬清泉，相與樂而忘歸。”傳言歐陽修遊歷洪時崖，翠岩寺和尚取羅漢茶、汲洪崖水與其品嘗。歐陽修嘗過後連稱“此處乃好山、好水、好茶，實為天下無雙”。當時天下泉水名次已定至第七，故洪崖又有“天下第八泉”之稱。洪崖附近原有洪崖亭、仙人橋，靈官壇以及佛道兩處著名的翠巖寺、紫清宮，是歷代遊人必到之所。